# Cmentarz wojenny z I i II wojny światowej w Dukli
Cmentarz wojenny z I i II wojny światowej w Dukli – cmentarz z I i II wojny światowej położony na terenie miejscowości Dukla, w gminie Dukla, w powiecie krośnieńskim, w województwie podkarpackim.
Cmentarz wojenny w Dukli jest jednym z największych w Polsce pod względem liczby pochówków. Umieszczony został na liście Kanonu Krajoznawczego Polski. 

## Opis
Cmentarz usytuowany jest za sanktuarium św. Jana z Dukli. Składa się z dwóch osobnych sektorów rozdzielonych żywopłotem. W sektorze południowym pochowani są żołnierze polegli w czasie I wojny światowej, a w północnym – polegli w czasie II wojny światowej.

### Cmentarz z I wojny światowej
Cmentarz z I wojny światowej jest pokłosiem ciężkich zimowych walk do jakich doszło w okolicach Dukli na przełomie 1914/1915 i na wiosnę 1915, kiedy to armia rosyjska chciała przełamać główny grzbiet Karpat i wedrzeć się na Nizinę Węgierską. Cmentarz został założony w latach 1921–24. Przeniesiono tu zmarłych z cmentarza przyszpitalnego oraz z licznych mogił usytuowanych w okolicy. W 70 mogiłach zbiorowych pochowano 3588 niezidentyfikowanych żołnierzy różnej narodowości.  
Pierwotnie mogiły miały formę betonowych obramowań wypełnionych ziemią z niskimi betonowymi krzyżami. W czasie remontu w 2004, usunięto spękane obramowania zachowując krzyże, a mogiły splantowano i obsiano trawą, pozostawiając przejście do dużego metalowego krzyża stojącego tuż przy ogrodzeniu.

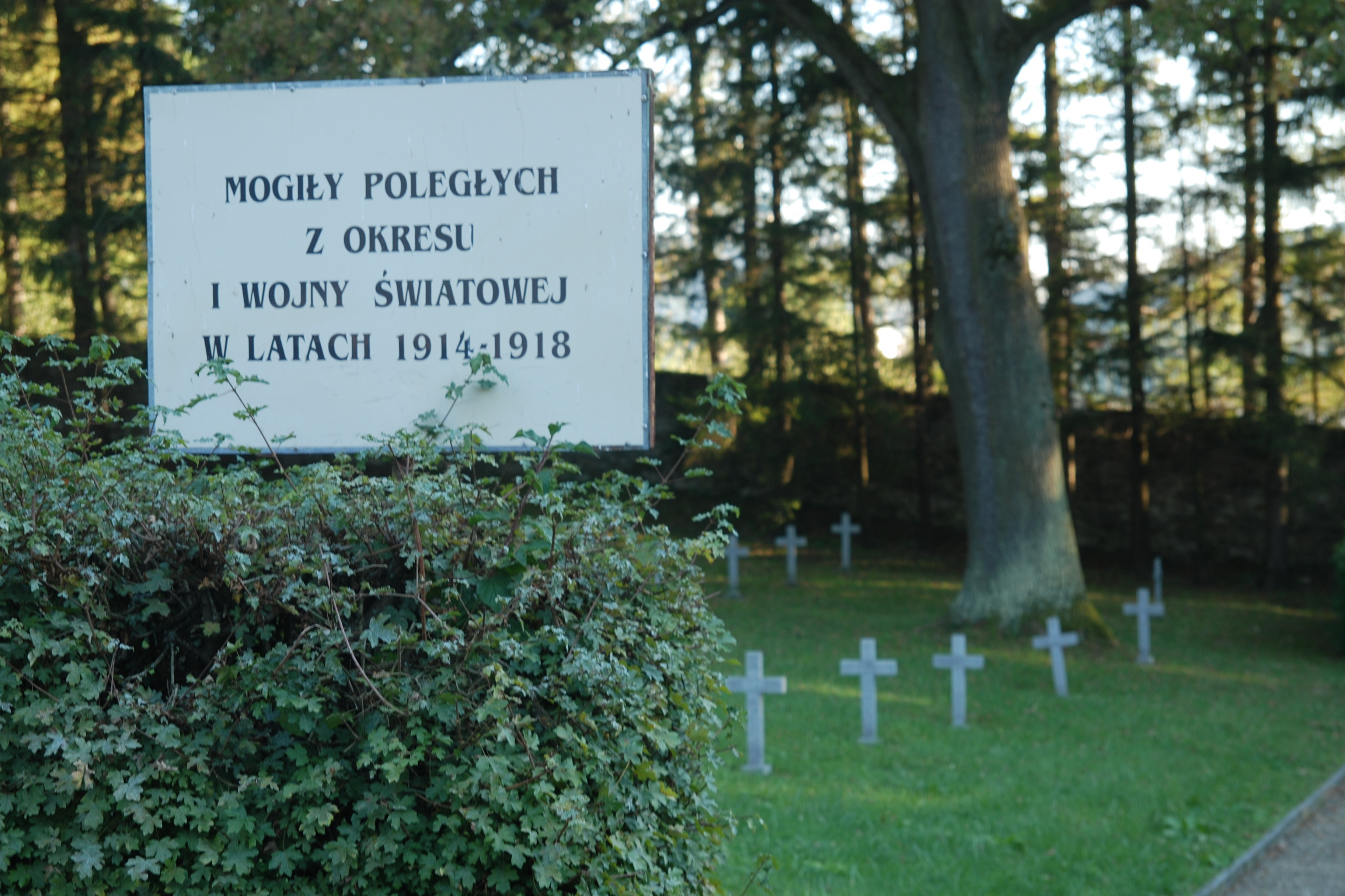
Sektor I wojny światowej
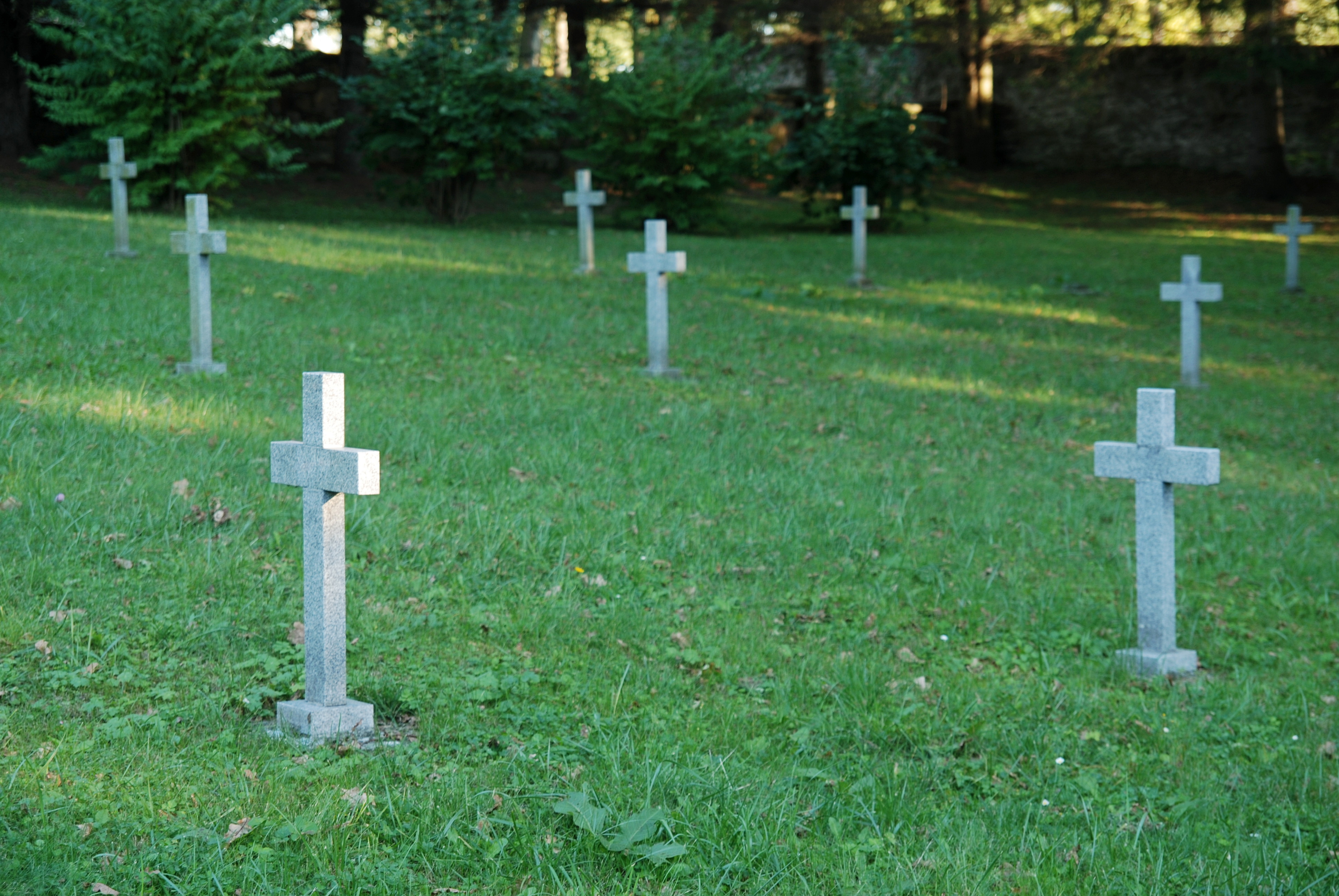
Fragment cmentarza
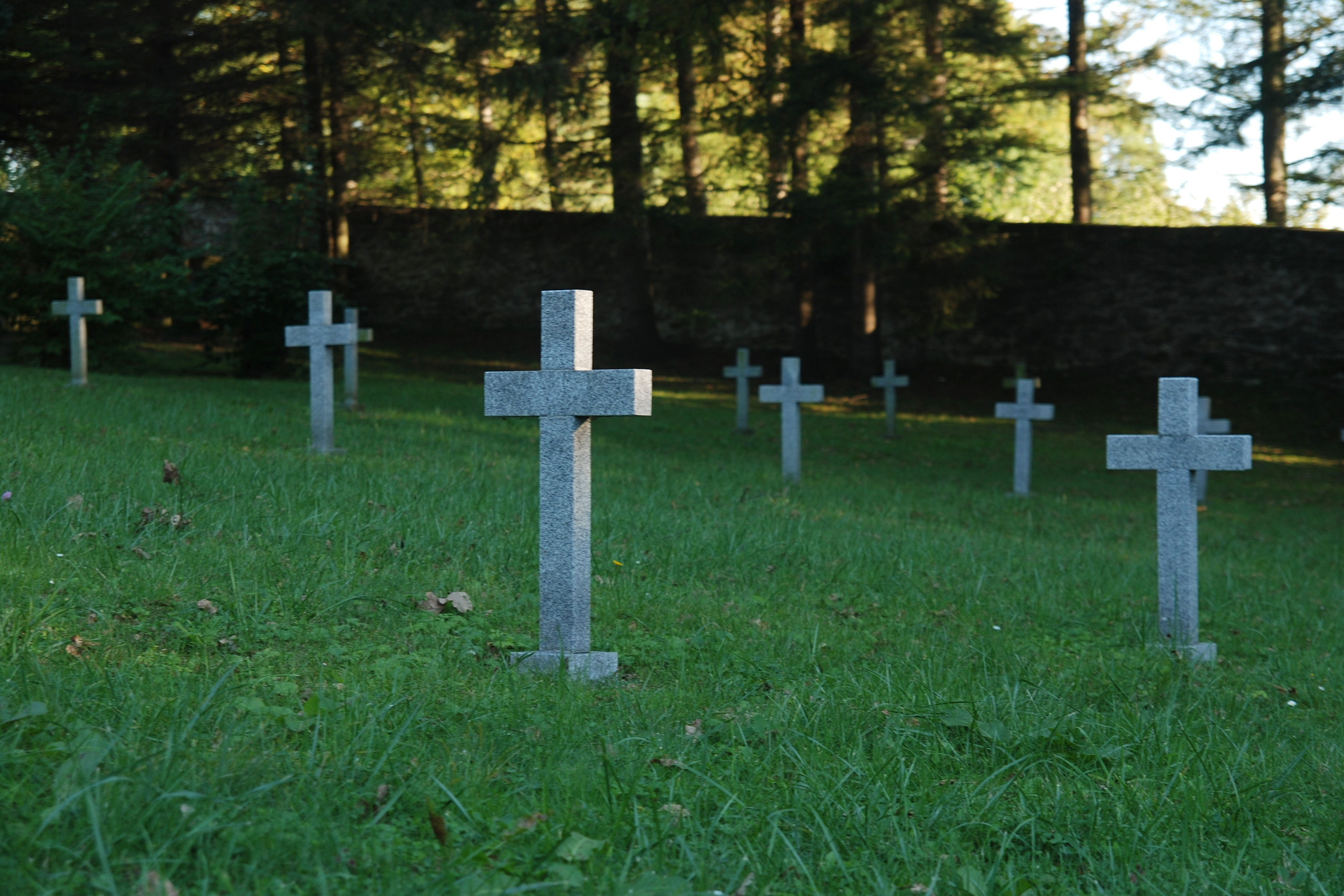
Fragment cmentarza

### Cmentarz z II wojny światowej
Cmentarz wojenny z II wojny światowej w Dukli utworzono w latach 1947–54 po północnej stronie istniejącego cmentarza z I wojny światowej. Ekshumowano i przeniesiono zwłoki z tysięcy pojedynczych i masowych grobów żołnierzy radzieckich, czechosłowackich i polskich, poległych podczas ciężkich walk toczonych we wrześniu i październiku 1944 o Przełęcz Dukielską w ramach operacji dukielsko-preszowskiej. W kilkudziesięciu mogiłach zbiorowych i grobach indywidualnych pochowano tutaj około:
- 7 695 żołnierzy Armii Czerwonej,
- 221 żołnierzy czechosłowackich,
- 2 żołnierzy niemieckich,
- 149 żołnierzy Wojska Polskiego poległych w latach 1944–1945,
- 16 żołnierzy Wojska Polskiego poległych w 1939.

Wśród pochowanych dotychczas zidentyfikowano zaledwie ponad 1,5 tys. poległych. Groby i mogiły oznaczono radziecką gwiazdą, czeskim lwem i polskim orłem. Wśród poległych żołnierzy wielonarodowej Armii Radzieckiej najwięcej było Ukraińców. Byli też Polacy z kresów wschodnich wcieleni do tej armii.   
Na cmentarz, ogrodzony niewysokim kamiennym murem, prowadzi charakterystyczna brama z łamanego piaskowca o wysokości 10,9 m. W centralnym miejscu cmentarza znajduje się pomnik obelisk z postacią umierającego żołnierza. Autorem założenia był architekt Stanisław Pąprowicz z Krosna. Przed pomnikiem położone są trzy marmurowe tablice inskrypcyjne z napisami w językach rosyjskim, polskim i czeskim o treści:

CHWAŁA BOHATEROM
ARMII
RADZIECKIEJ
I CZECHOSŁOWACKIEJ

POLEGŁYM W 1944 ROKU
W OKOLICACH DUKLI
W WALCE Z HITLEROWSKIM
OKUPANTEM.
CZEŚĆ ŻOŁNIERZOM
I PARTYZANTOM POLSKIM
POLEGŁYM W WALCE
Z FASZYZMEM W LATACH
1939 – 1944.
SPOŁECZEŃSTWO WOJEWÓDZTWA
RZESZOWSKIEGO.

Mogiły otoczone są kamiennym obramowaniem z umieszczonym z godłem narodowym na szczycie. Przejścia pomiędzy grobami wyżwirowano. Na wielu mogiłach żołnierzy radzieckich znajdują się tablice imienne, ustawione staraniem rodzin odwiedzających cmentarz. Na nekropolii znajduje się 
metalowa tablica z planem rozmieszczenia mogił.
W 2015 rozpoczęto ustawianie na cmentarzu kamiennych tablic z nazwiskami zidentyfikowanych żołnierzy radzieckich, czechosłowackich i polskich.
Na cmentarzu nadal są grzebane szczątki żołnierzy ekshumowane z odnalezionych miejsc spoczynku zlokalizowanych nie tylko w okolicach Dukli. W 2015 dzięki staraniom Prywatnego Muzeum Podkarpackich Pól Bitewnych w Krośnie, w miejscowości Krościenko Wyżne odnaleziono wrak niemieckiego samolotu Junkers Ju 87 z oznaczeniami Rumuńskich Królewskich Sił Powietrznych, który rozbił się w 1944 w wypadku lotniczym w czasie szkolenia. Dokonano ekshumacji szczątków rumuńskiego pilota sierż. Ioana Clopa i pochowano go na cmentarzu w Dukli.
W 2016 Fundacja „Pamięć” podczas prac ekshumacyjnych prowadzonych w miejscowości Szydłowiec odnalazła pochówek dwóch jeńców francuskich. Ich szczątki zostały przeniesione na cmentarz w Dukli i złożone w mogile zbiorowej.

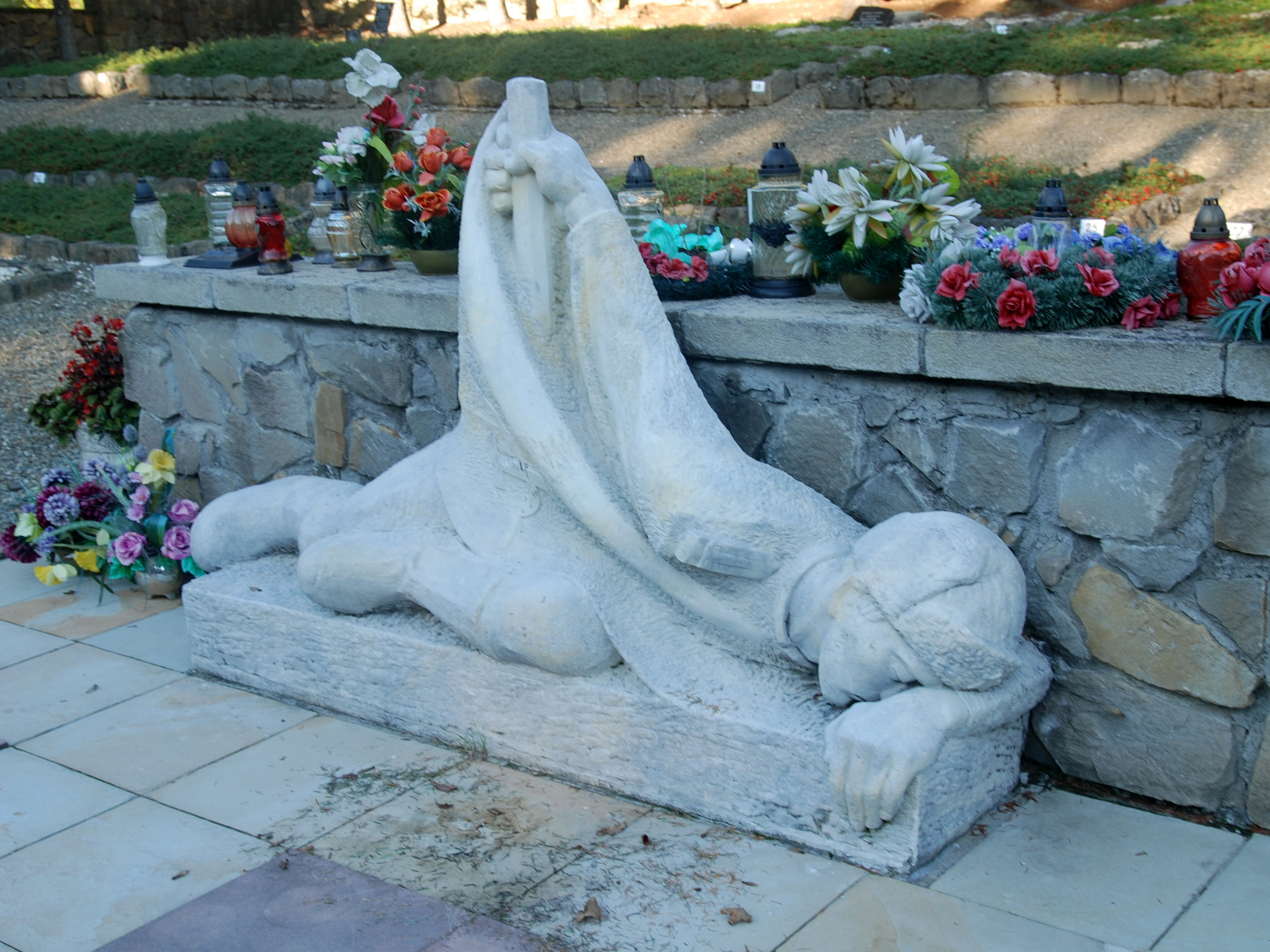
Pomnik centralny
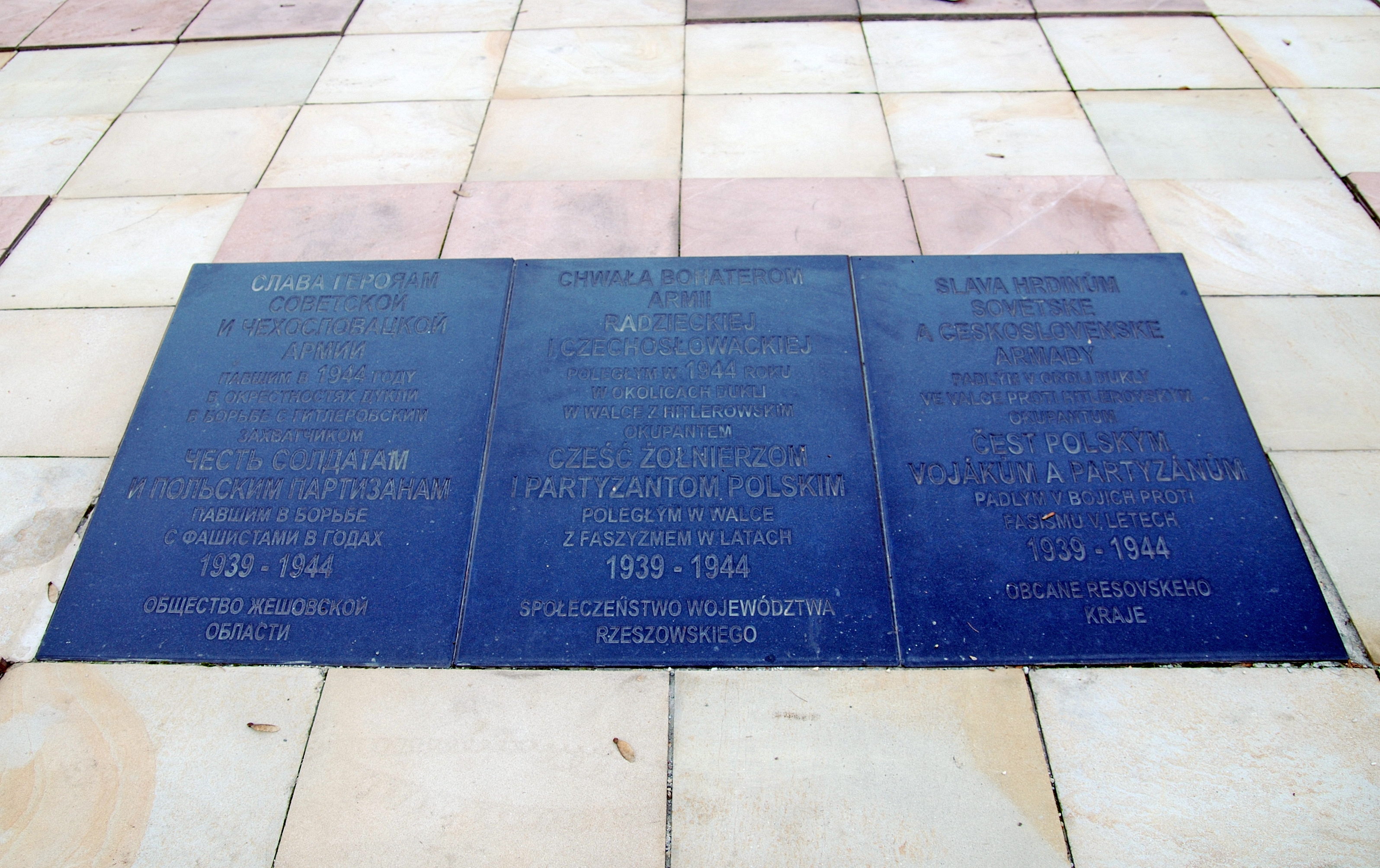
Tablice inskrypcyjne
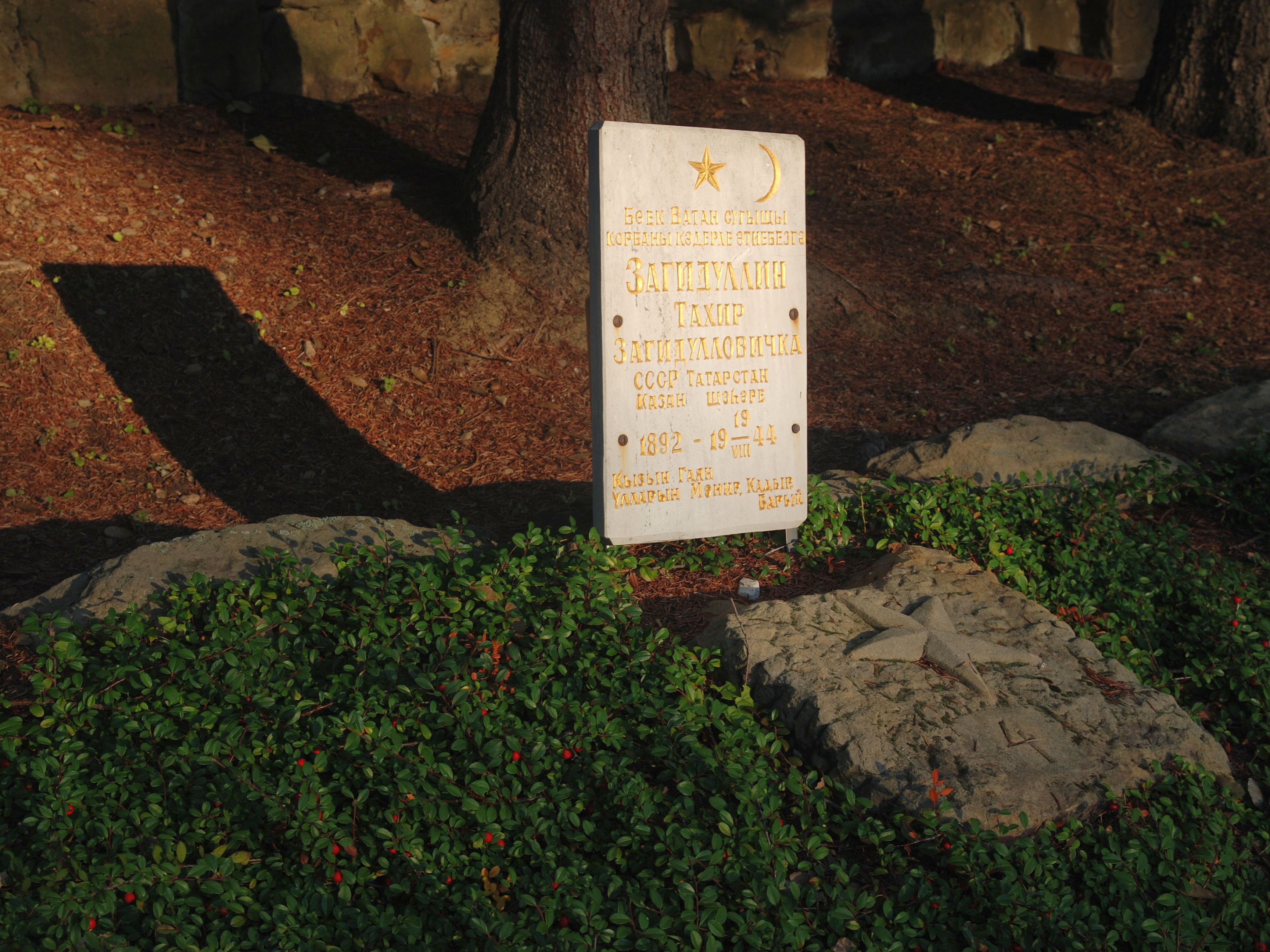
Nagrobek